# Йон Облеменко (стадіон, 1967)
Стадіон Йон Облеменко (рум. Stadionul «Ion Oblemenco») — колишній багатоцільовий стадіон у Крайові, Румунія, що існував з 1967 по 2015 рік. Наприкінці свого існування він міг вмістити 25 252 глядача і був домашньою ареною клубу «Універсаитатя» (Крайова). У 2015—2017 роках на його місці збудували новий футбольний стадіон на майже 31 000 глядачів.

## Історія
Після того, як місцева команда «Універсаитатя» (Крайова) вийшла у вищий дивізіон у 1964 році, стадіон «Тінеретулуй», найбільший у місті на той час, став замалим для потреб клубу, тому було прийнято рішення про будівництво нової арени. Відкриття нового стадіону відбулося 29 жовтня 1967 року, а на урочистому відкритті відбувся матч між збірними Румунії та Польщі (2:2). Нова споруда була обладнана легкоатлетичною доріжкою і спочатку мала назву «Центральний стадіон» (Stadionul Central).
«Універсітатя», яка виступала на цьому майданчику, чотири рази вигравала титул чемпіона Румунії (1974, 1980, 1981, 1991), а також стадіон був частим місцем виступів клубу в єврокубках в часи найбільших успіхів «Універсітаті» в єврокубках на початку 1980-х років. У сезоні 1981/82 команда дійшла до чвертьфіналу Кубка європейців, а через рік — до півфіналу Кубка УЄФА (у півфіналі відбулося запекле суперництво з лісабонською «Бенфікою» — після нічиєї 0:0 на виїзді, у матчі-відповіді на переповненому стадіоні (50 000 глядачів) на Центральному стадіоні в Крайові «Універсітатя» швидко захопила лідерство. Однак на початку другого тайму гості з Лісабона зрівняли рахунок. Незважаючи на можливості знову вийти вперед (включаючи удар у поперечину), господарі не змогли забити ще один гол і до кінця матчу рахунок залишився 1:1, що дозволило «Бенфіці» вийти у фінал за рахунок більшої кількості забитих м'ячів на виїзді.
Крім того, між 1972 і 2004 роками національна збірна Румунії з футболу зіграла на цьому стадіоні шість матчів. У 1996 році, після смерті Йона Облеменка, колишнього футболіста «Університаті», стадіону було присвоєно його ім'я.
Наприкінці 2002 року на стадіоні було встановлено штучне освітлення.
У грудні 2014 року стадіон був закритий після матчу «Університатя» — «Стяуа» (0:1), після чого господарі тимчасово переїхали на стадіон Екстенсив. У 2015 році стару споруду знесли і на її місці розпочали будівництво нового стадіону. Відкриття нової арени, яка також носить ім'я Іона Облеменка, відбулося 10 листопада 2017 року.

## Галерея

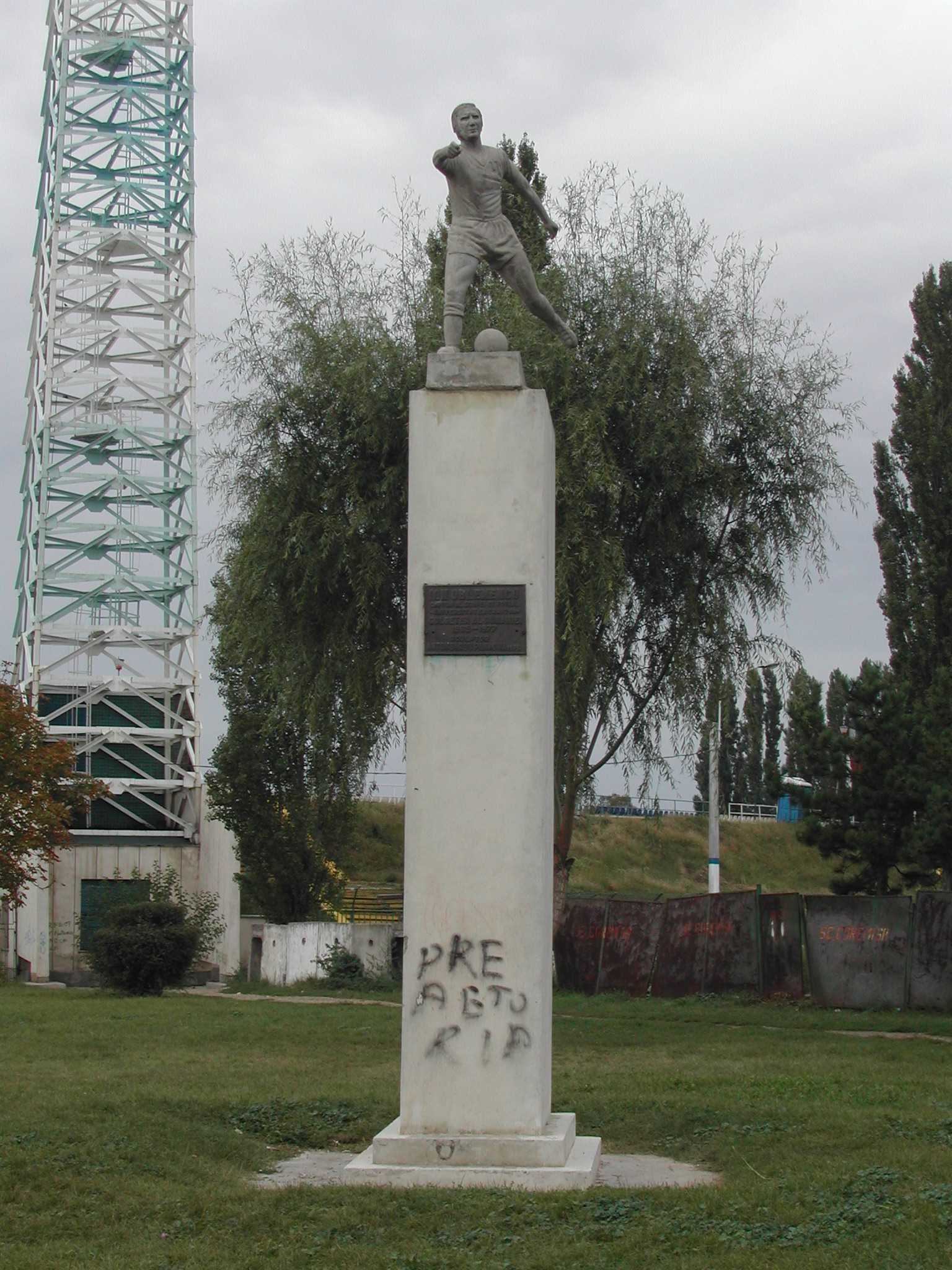
Пам'ятник Йона Облеменко перед стадіоном
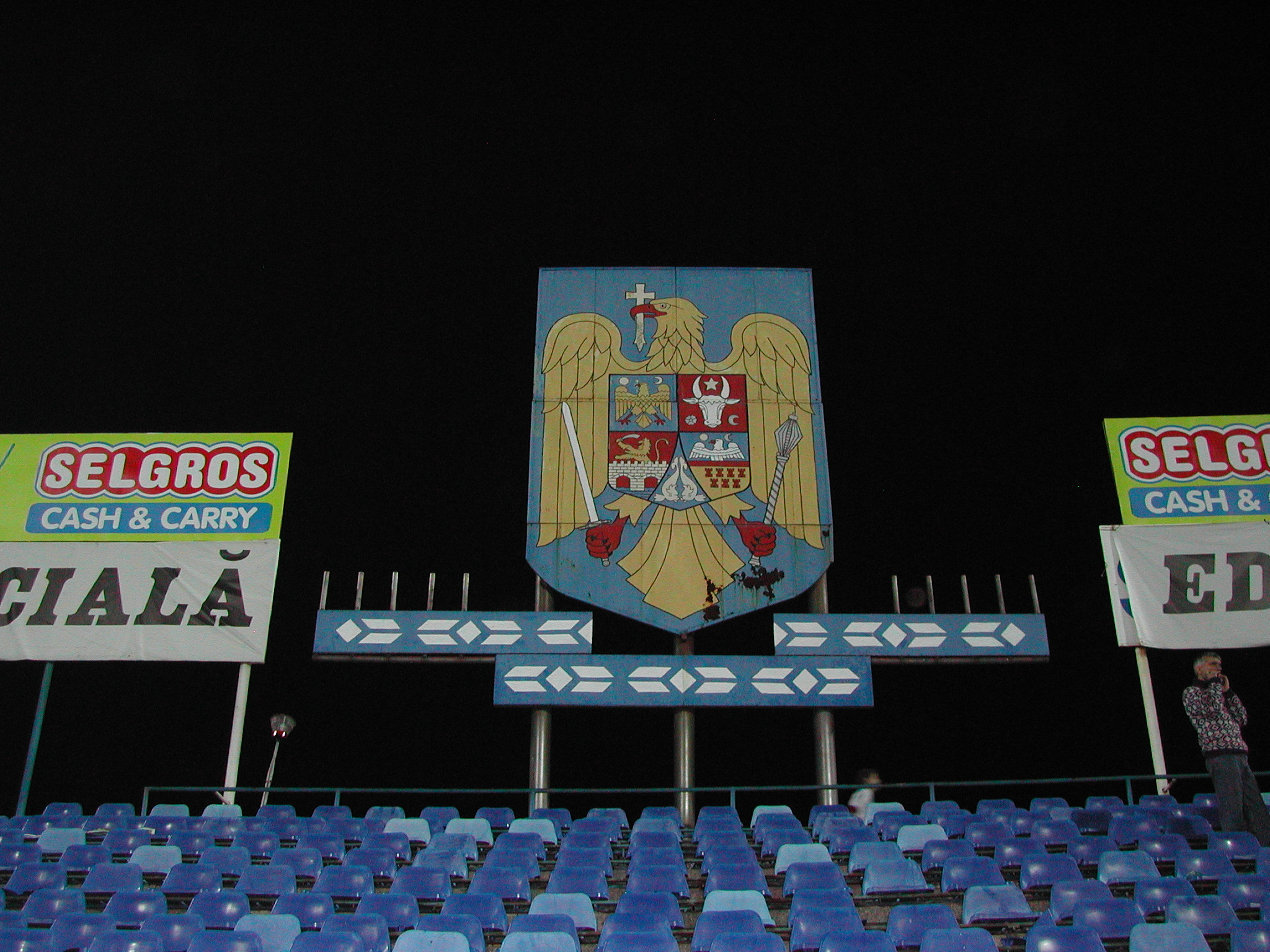
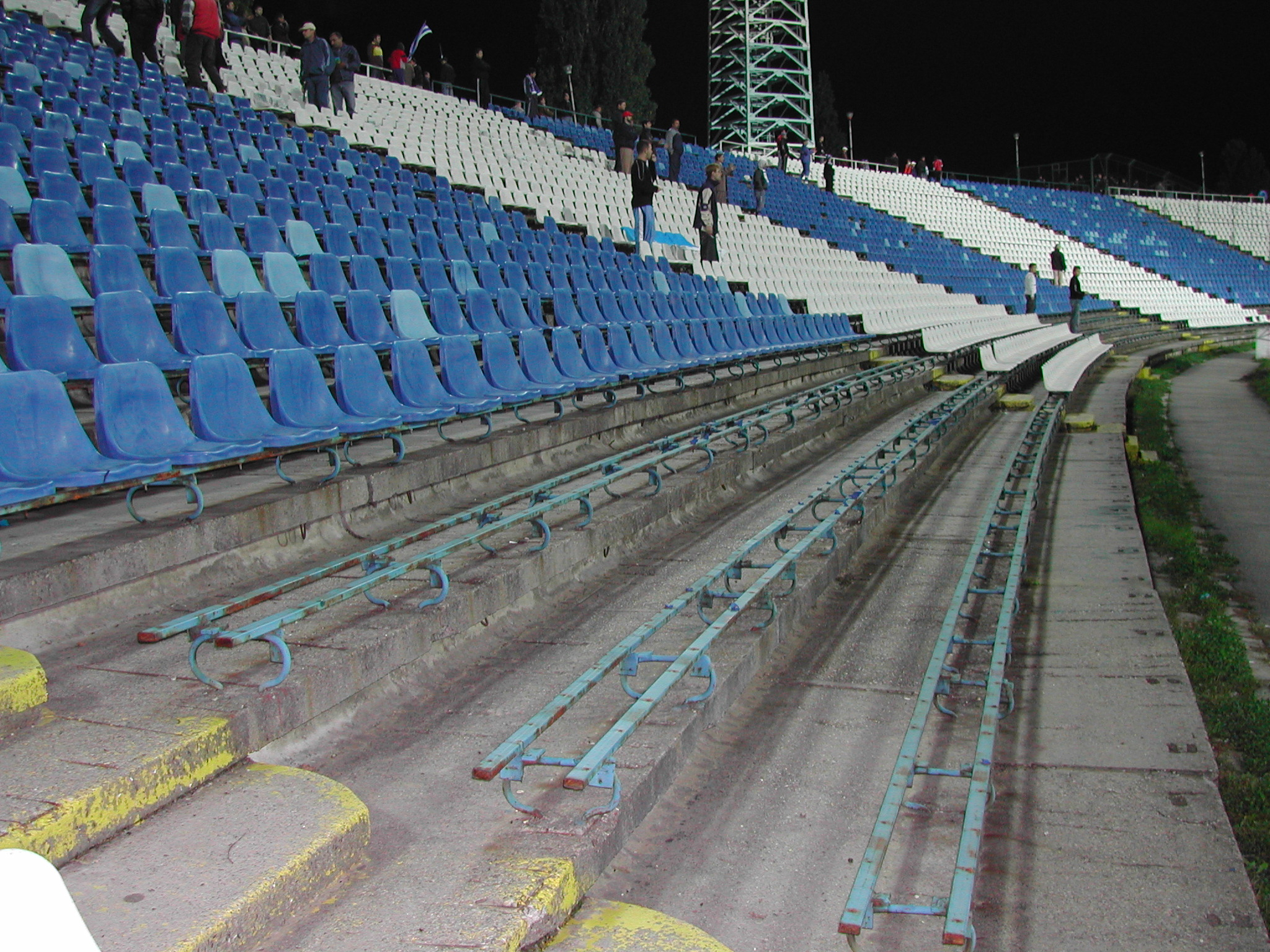
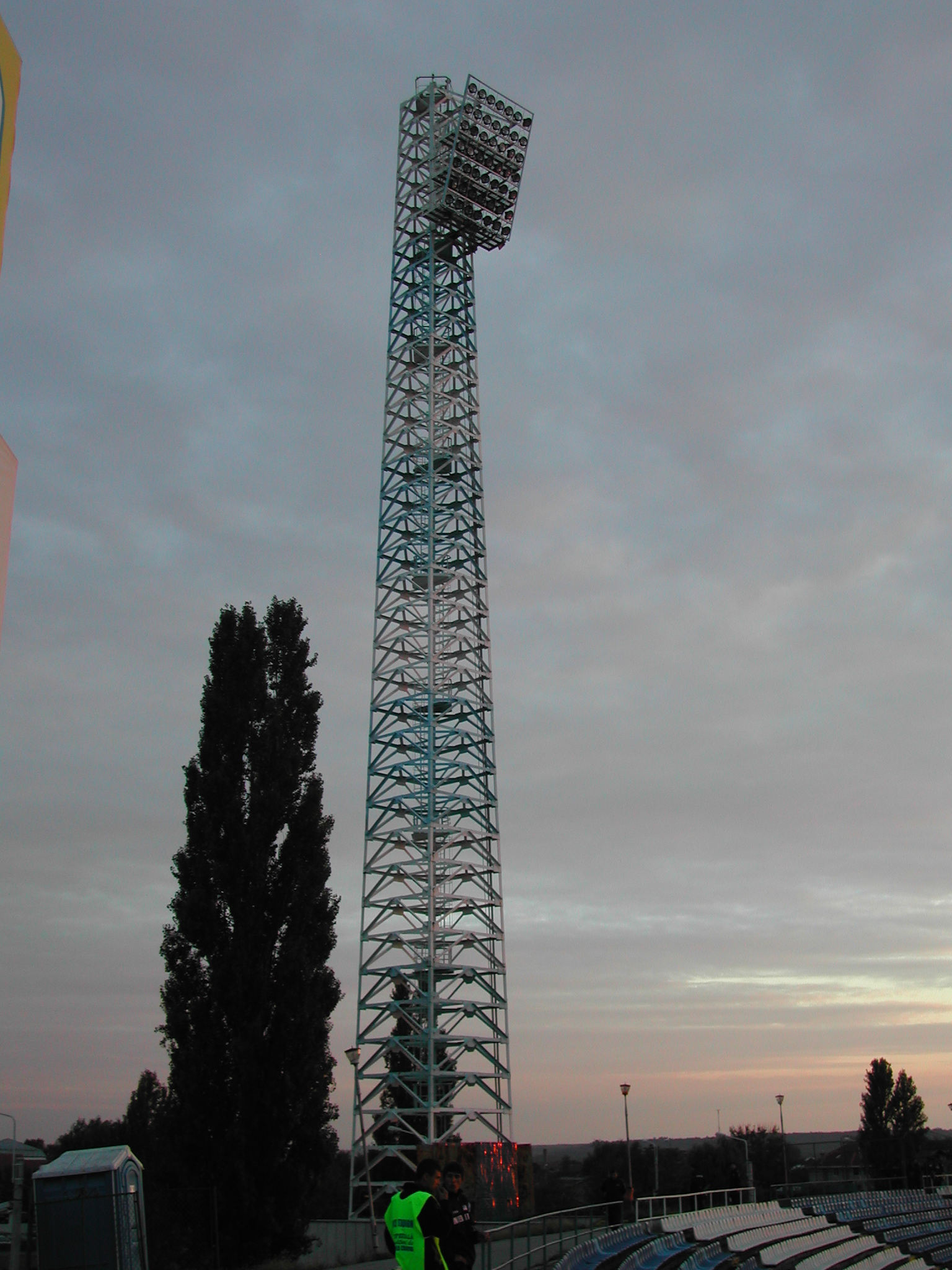
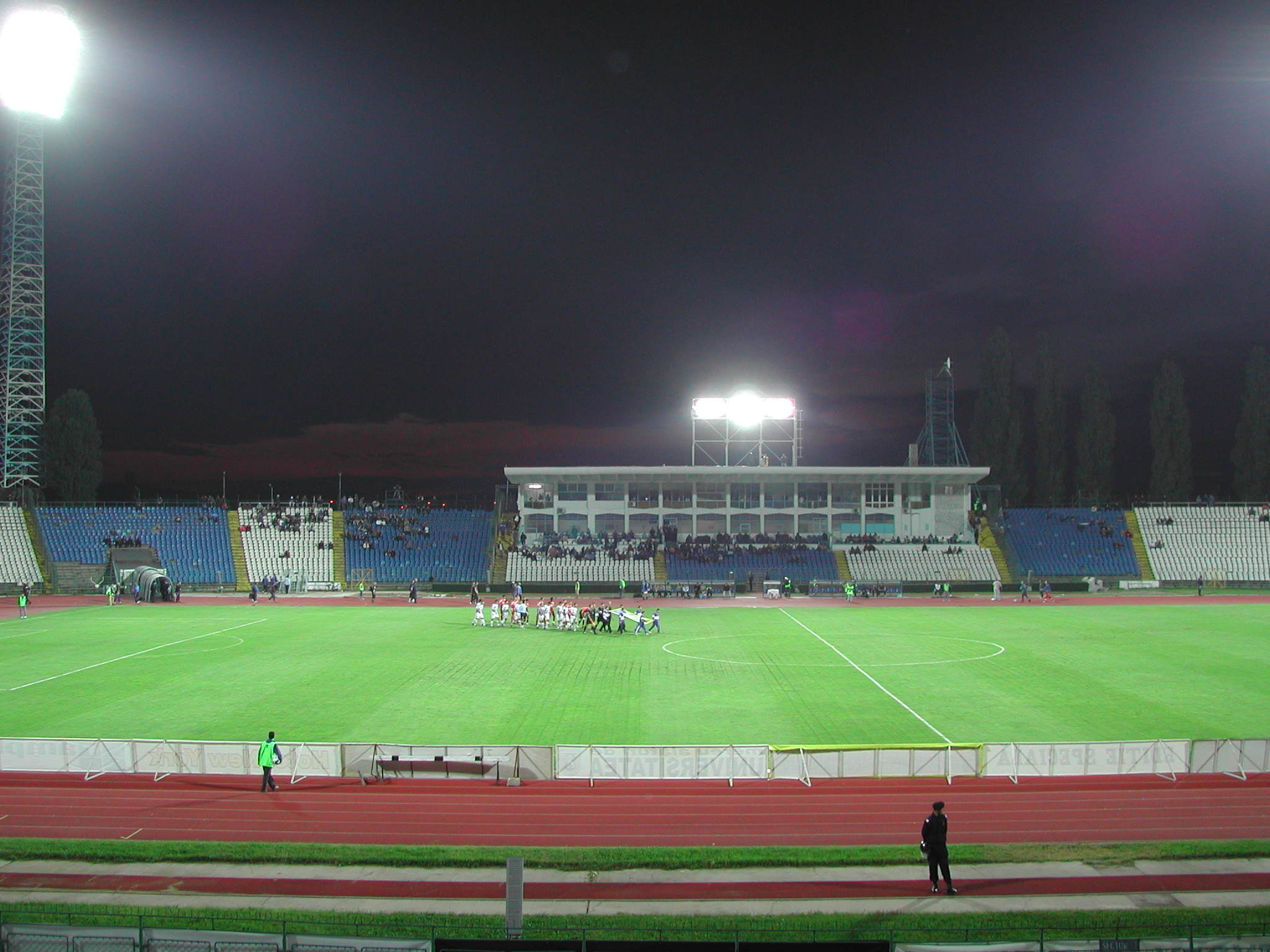
Панорама стадіону
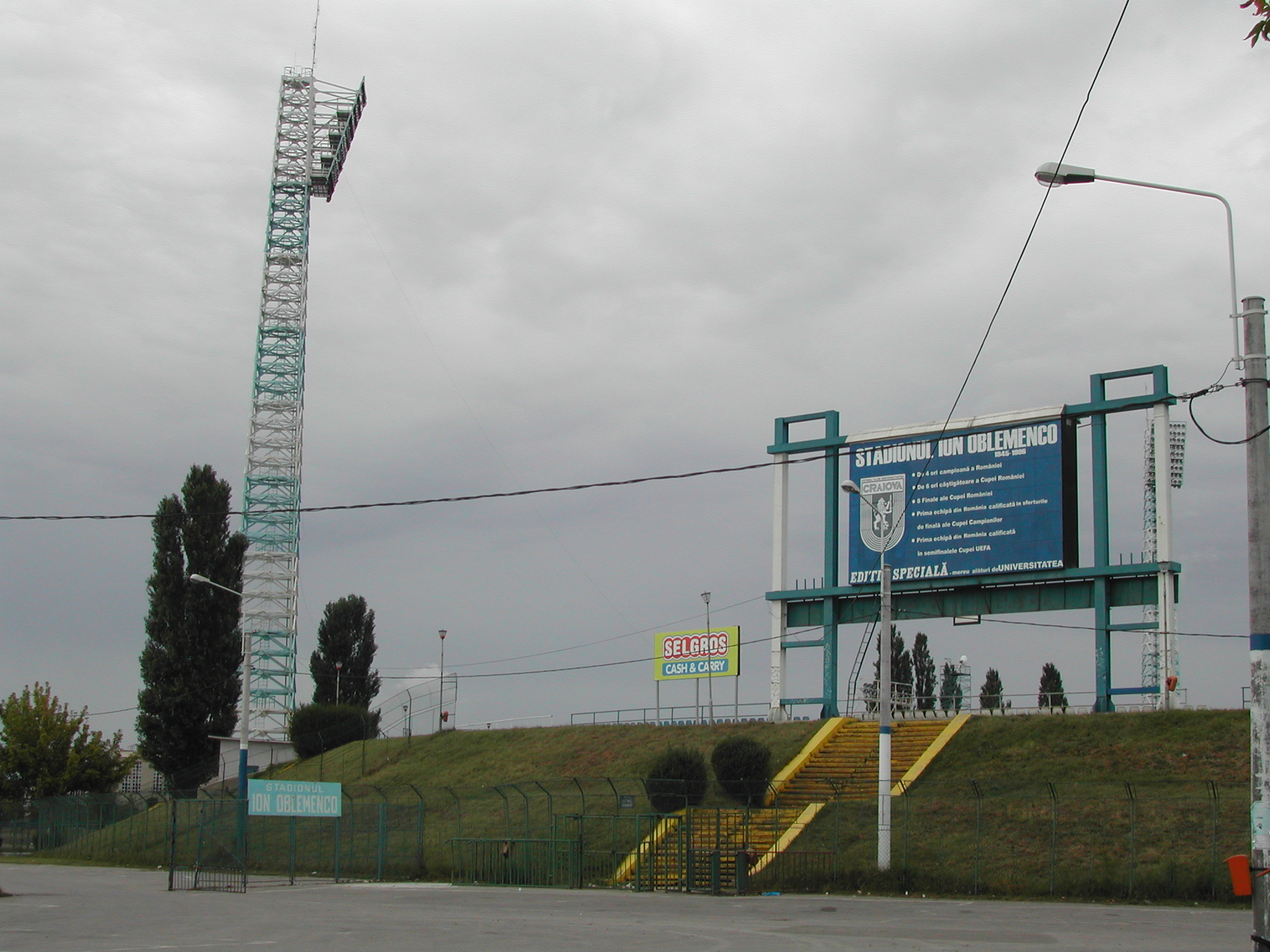
Зовнішній вигляд стадіону
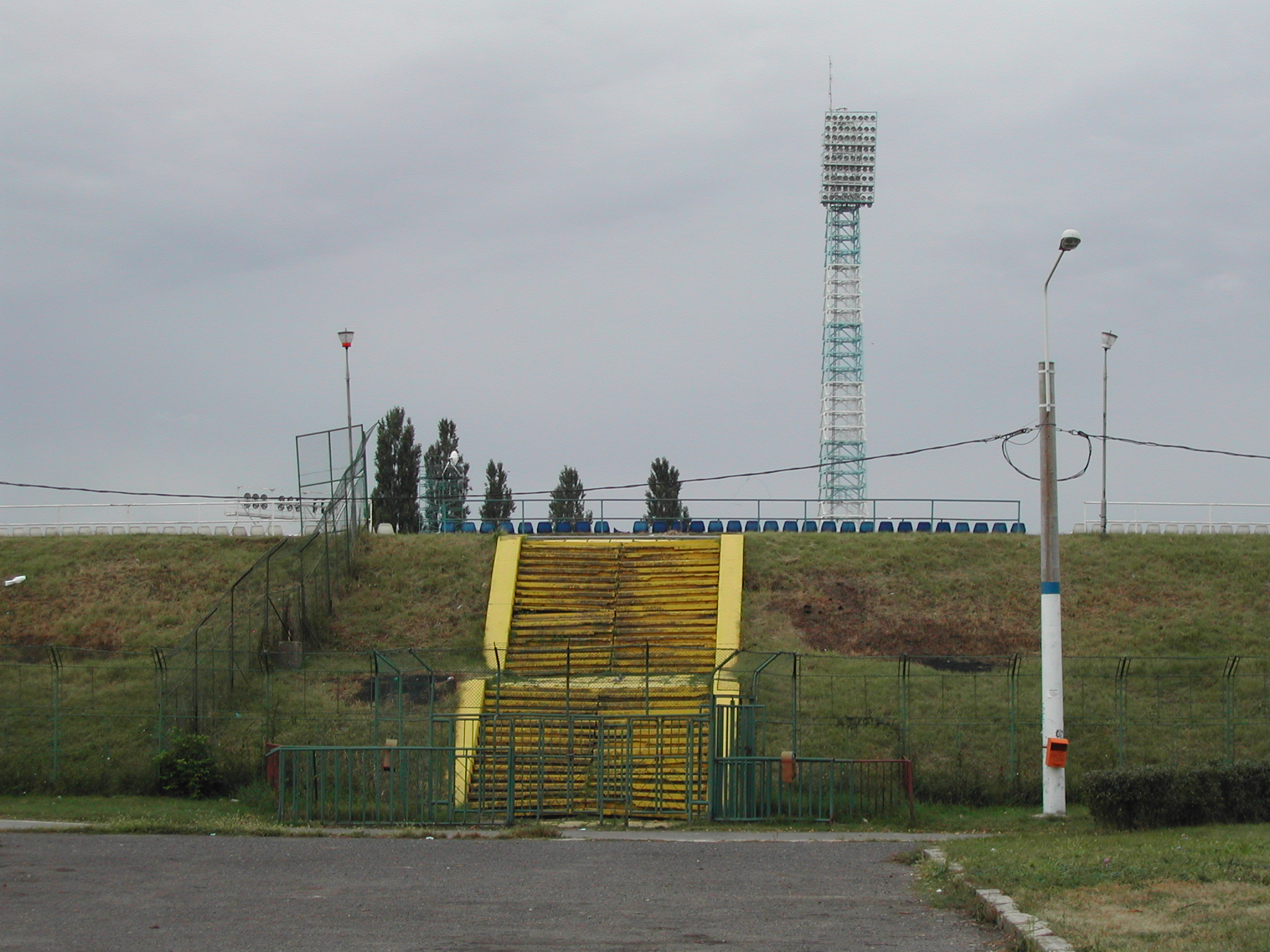
Зовнішній вигляд стадіону
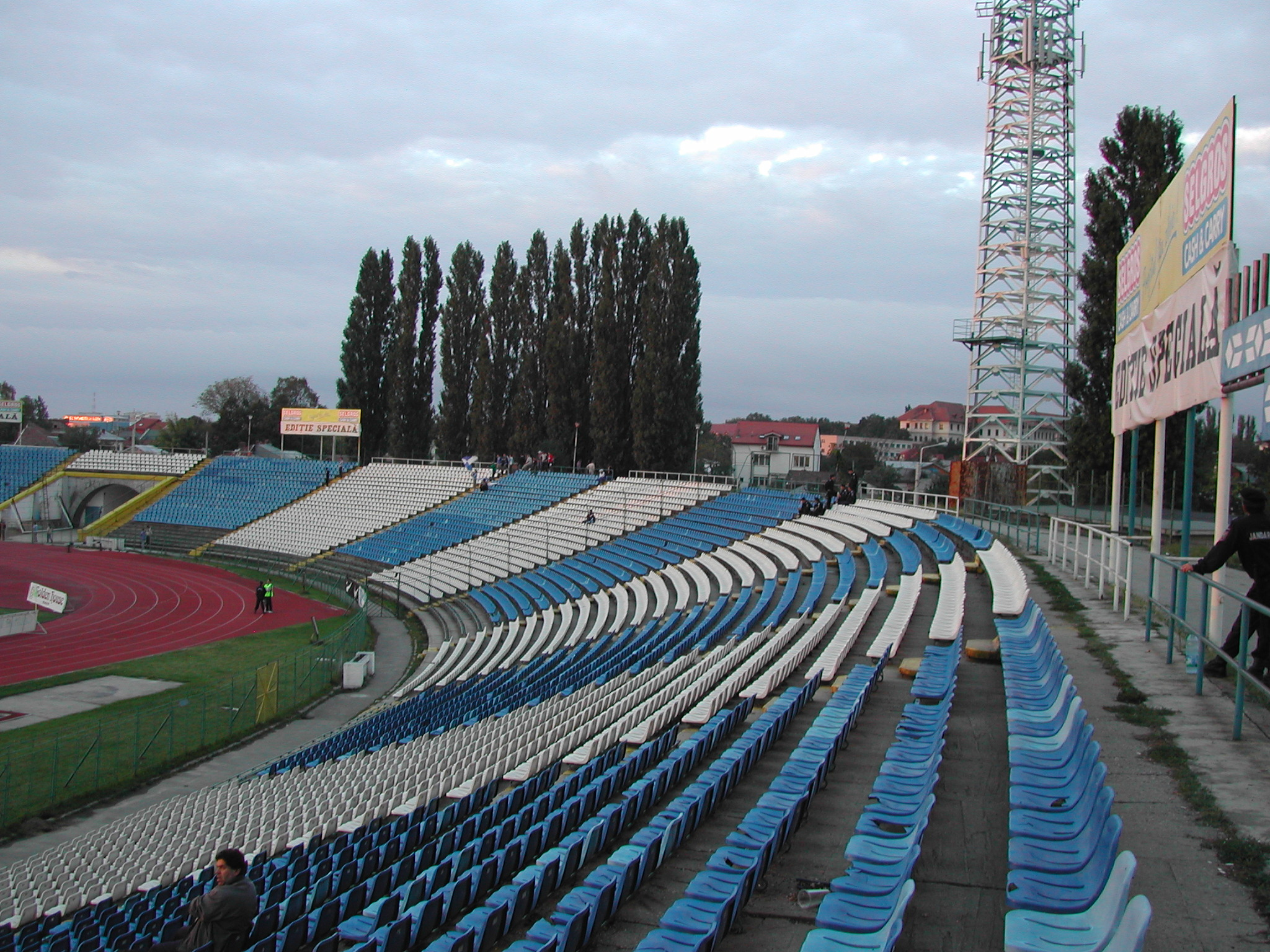
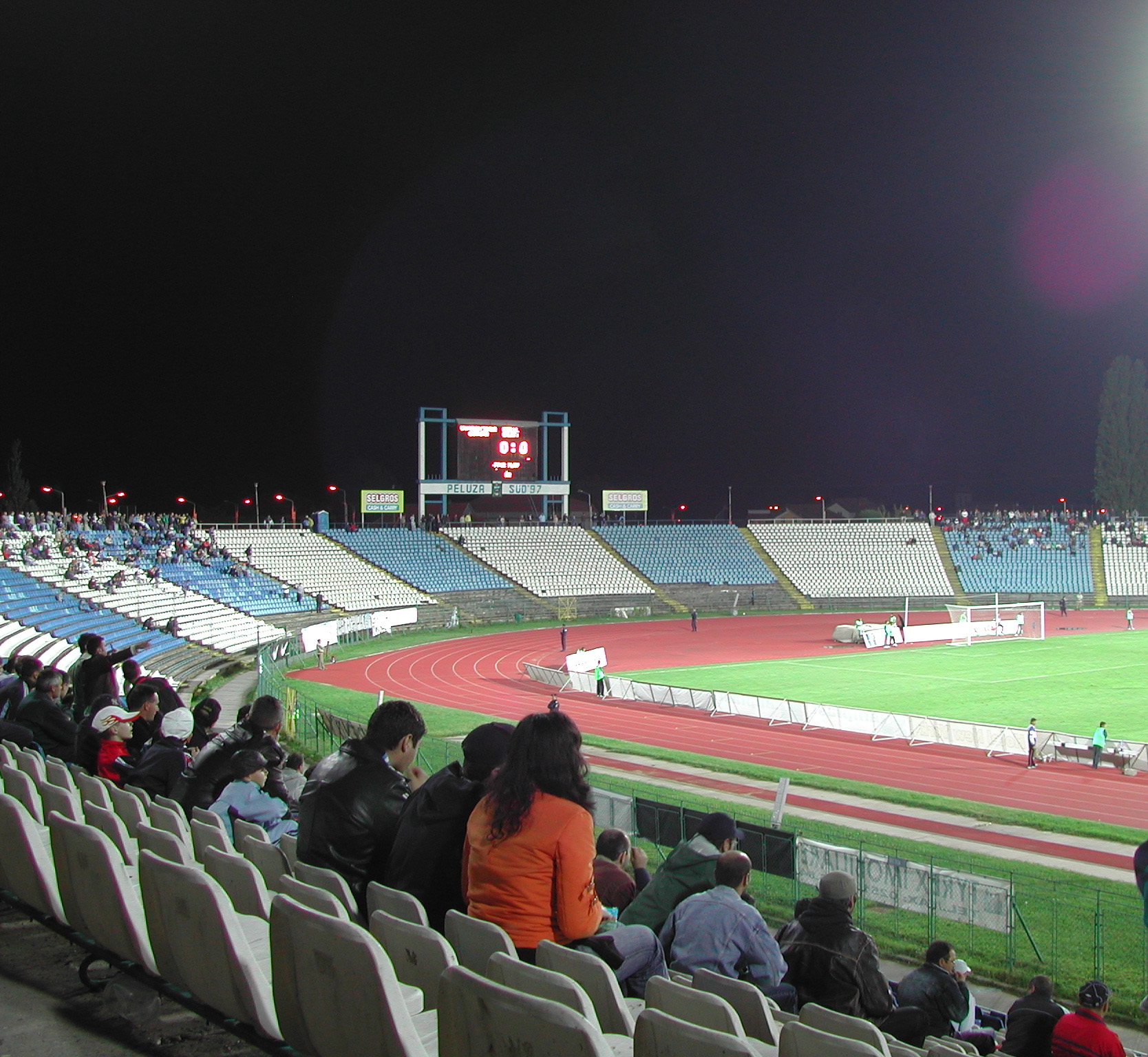